# Římskokatolická farnost Křesín
Římskokatolická farnost Křesín (lat. Krzesseyna) je církevní správní jednotka sdružující římské katolíky na území obce Křesín a v jejím okolí. Organizačně spadá do litoměřického vikariátu, který je jedním z 10 vikariátů litoměřické diecéze. Centrem farnosti je kostel svatého Václava v Křesíně. 

## Historie farnosti
První zmínka o farní lokalitě pochází z roku 1226. Od roku 1384 zde byla plebánie. Matriky jsou vedeny od roku 1773. V roce 1781 zde byla zřízena expozitura a v roce 1852 byla kanonicky obnovena fara.

### Duchovní správcové vedoucí farnost
Začátek působnosti jmenovaného v duchovní správě farnosti od roku:
- 1789 cap. exp. Franc. Hammer
- 1791 cap. exp. Franc. Žák
- 1792 cap. exp. Franc. Stuchly
- 1803 cap. exp. vacat
- 1808 cap. exp. Car. Kratochwile
- 1819 cap. exp. Ignat. Stelzig, n. 28. 11. 1786 Hoštka, o. 30. 8. 1810
- 1824 cap. exp. Wenc. Grolmus, n. 27. 9. 1785 Bržezinkens., o. 3. 8. 1815
- 1833 cap. exp. Jos. Petrich, n. 2. 9. 1800 Trenicens., o. 23. 8. 1825
- 1835 cap. exp. Jos. Hlaváč, n. 26. 2. 1794 Budieticens., o. 27. 8. 1825, † 14. 11. 1849
- 1851 cap. exp. Anton. Czerny, n. 20. 8. 1800 Bakov, o. 4. 9. 1827
- 1853 proto-par. (1. farář) Jos. Pettrich, n. 2. 4. 1800 Trebnicens., o. 27. 8. 1825, † 14. 5. 1885
- 1884 Ignat. Píštěk, n. 7. 7. 1831 Prag., o. 25. 7. 1856, † 27. 10. 1903
- 1902 Venc. Jelenecký, n. 9. 9. 1853 Jeleneč, o. 20. 7. 1875, † 6. 2. 1931
- 1903 par. vacat, admin interc. Franc. Pácal
- 1904 Franc. Miksánek, n. 19. 11. 1862 Ruprechtic., o. 27. 5. 1888, † 31. 10. 1905
- 1906 par. vacat, admin. interc. Carol. Petržílek
- 1907 Joann. Šlechta, n. 5. 6. 1865 Roudné, o. 19. 6. 1890, † 21. 6. 1911
- 1. 9. 1911 Josef Jan Brunclík, n. 4. 9. 1868 Březka, o. 2. 7. 1893, † 7. 6. 1948
- 9. 6. 1948 Václav Lochman, admin. exc. z Libochovic
- 1. 1. 1983 Václav Klusoň, admin. exc. z Libochovic
- 1. 6. 1990 Jan Křížek SDB, admin. exc. z Libochovic
- 1. 8. 1992 Jiří Voleský, admin. exc. z Libochovic
- 1. 9. 1996 Józef Szeliga, admin. exc. z Libochovic
- 2011 Petr Kubíček, admin. exc. z Libochovic
- 2013 Józef Szeliga, admin. exc. z Litoměřic
- 1. 3. 2014 Wojciech Szostek, admin. exc. z Libochovic[3]
- 1. 10. 2023 Lukáš Hrabánek, admin. exc. z Libochovic[4]

Kromě kněží stojících v čele farnosti, působili ve farnosti v průběhu její historie i jiní kněží. Většinou pracovali jako farní vikáři, kaplani, katecheté, výpomocní duchovní aj.

#### Galerie duchovních

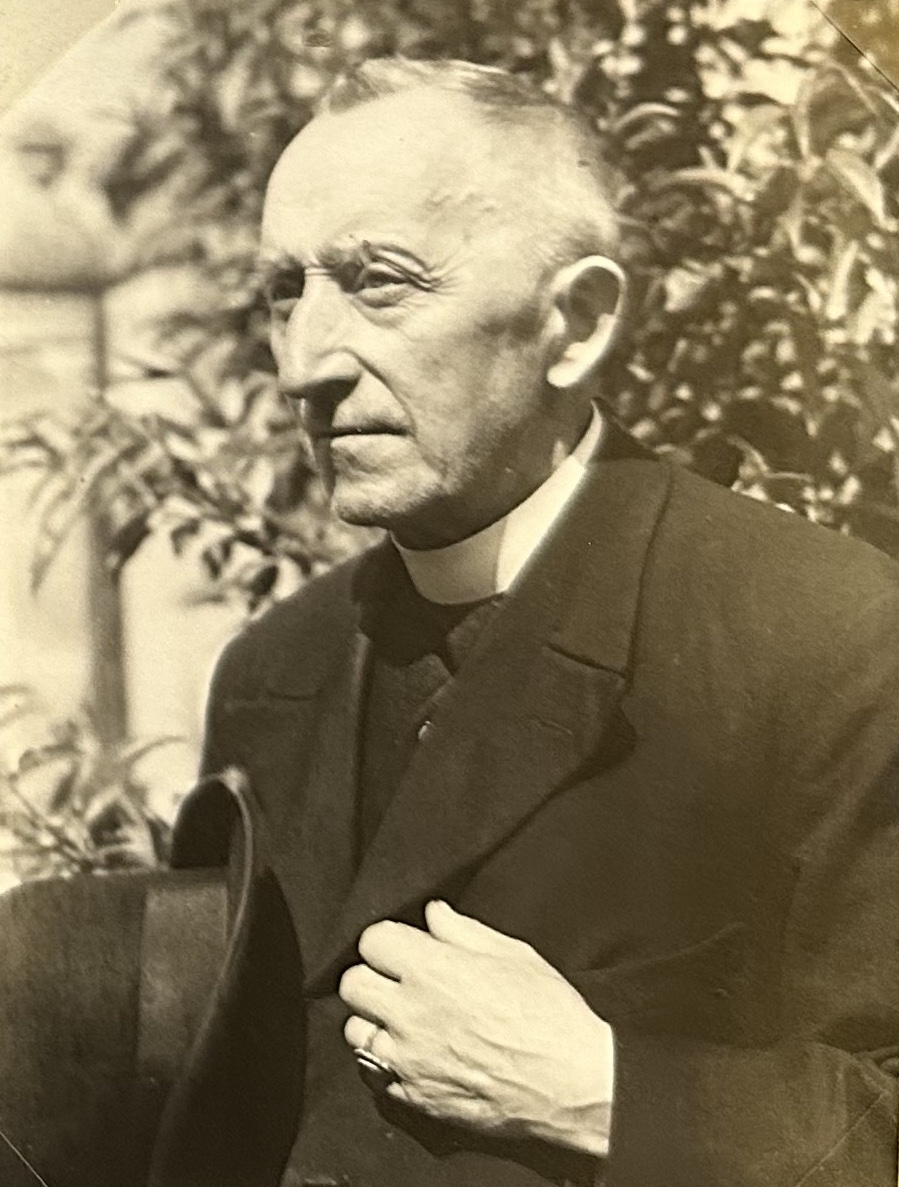
Josef Jan Brunclík
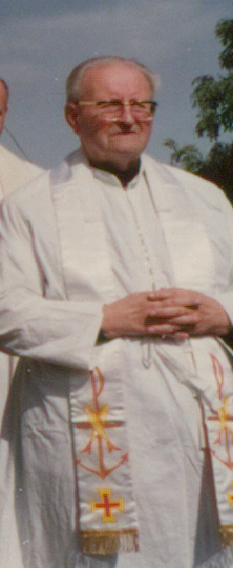
Václav Lochman
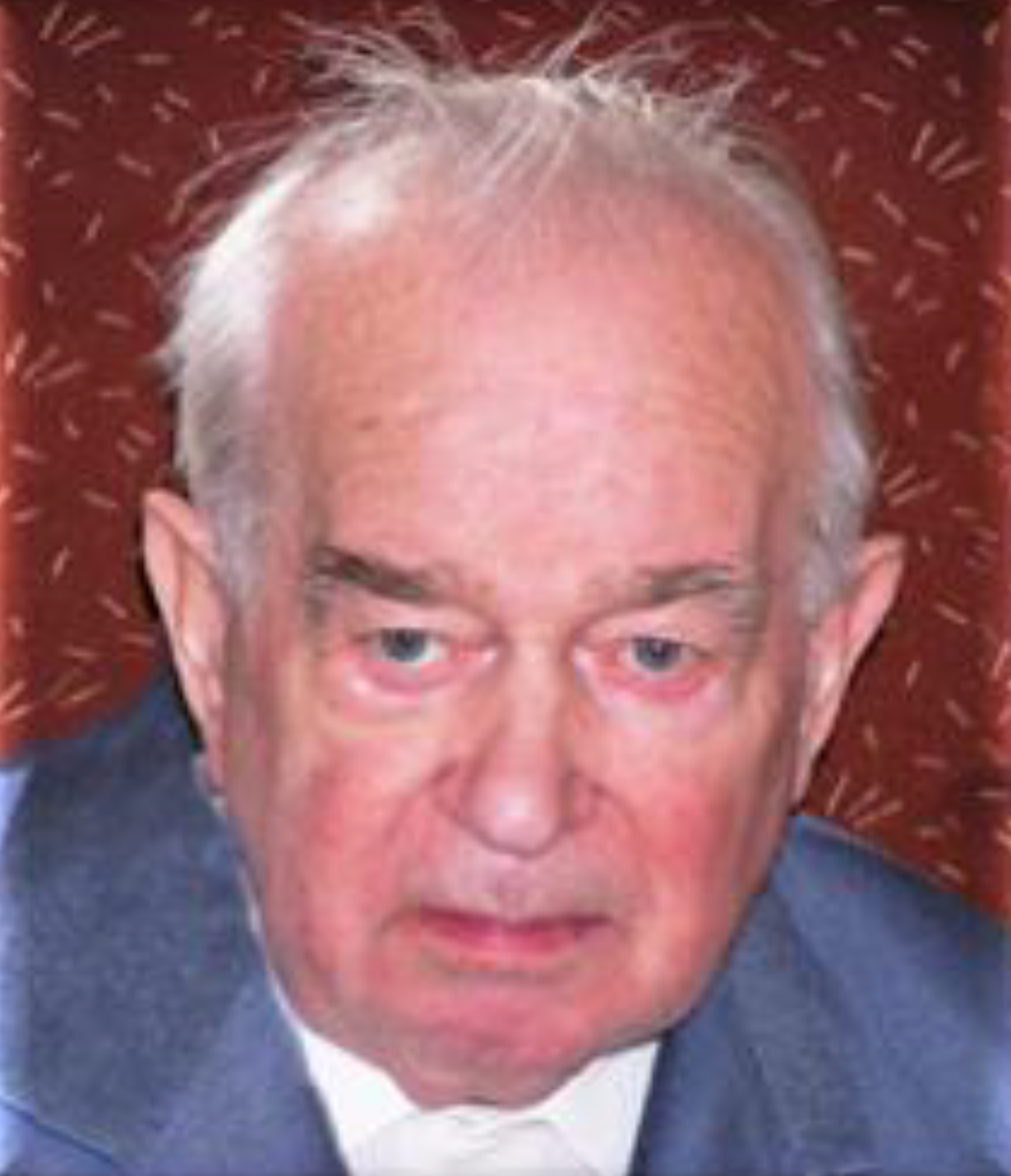
Jan Křížek SDB
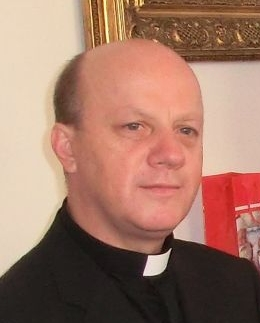
Józef Szeliga

## Území farnosti
Do farnosti náleží území těchto obcí:
- Křesín (Kschesin[p 2])
- Horka (Wiesendörfel[p 2])
- Levousy (Libus[p 2])

## Římskokatolické sakrální stavby na území farnosti
| | Fotografie | Stavba             | Místo  | Bohoslužby                      | Zeměpisné souřadnice             | Status       | Číslo kulturní památky           |
| Kostel | Kostel     | Kostel             | Kostel | Kostel                          | Kostel                           | Kostel       | Kostel                           |
| --- | ---------- | ------------------ | ------ | ------------------------------- | -------------------------------- | ------------ | -------------------------------- |
| 1. |            | Kostel sv. Václava | Křesín | bližší informace o bohoslužbách | 50°23′28″ s. š., 13°58′50″ v. d. | farní kostel | 17623/5-2101 (Pk•MIS•Sez•Obr•WD) |
| Některé drobné sakrální stavby a pamětihodnosti lze dohledat zde v databázi Drobné sakrální památky Zaniklé sakrální stavby lze dohledat zde v databázi Poškozené a zničené kostely, kaple a synagogy v České republice |            |                    |        |                                 |                                  |              |                                  |

Ve farnosti se mohou nacházet i další drobné sakrální stavby, místa římskokatolického kultu a pamětihodnosti, které neobsahuje tato tabulka.

## Příslušnost k farnímu obvodu
Z důvodu efektivity duchovní správy byl vytvořen farní obvod (kolatura) farnosti Libochovice, jehož součástí je i farnost Křesín, která je tak spravována excurrendo.